# Ňárad
Ňárad est un village de Slovaquie situé dans la région de Trnava.

## Histoire
Première mention écrite du village en 1468.

## Démographie

### Évolution de la population
| Année:               | 1994. | 2004.   | 2014.   | 2024.   |
| -------------------- | ----- | ------- | ------- | ------- |
| Nombre de personnes: | 584   | 628     | 631     | 645     |
| Différence:          |       | +7,53 % | +0,47 % | +2,21 % |

| Année:               | 2023. | 2024.   |
| -------------------- | ----- | ------- |
| Nombre de personnes: | 643   | 645     |
| Différence:          |       | +0,31 % |